# Arto Mustajoki
Arto Samuel Mustajoki, född 20 december 1948 i Tammerfors, är en finländsk språkforskare och universitetsman.
Mustajoki blev filosofie kandidat i germanistik 1970 och filosofie doktor i ryska 1982, allt vid Helsingfors universitet. Från 1982 till 2016 tjänstgjorde han som professor i ryska språket och litteraturen vid samma lärosäte.
Han har skrivit arbeten om rysk prosodi, morfologi och syntax och är författare till ett flertal läroböcker och kurser i ryska språket, bland annat kursen Kapusta på cd-rom. Sina erfarenheter som förste prorektor för universitetet 1992–1998 sammanfattade han i boken Tuloksena yliopisto (2002).
År 1991 utnämndes han till ledamot av Finska Vetenskapsakademien. Han utnämndes till Kommendör av Finlands Vita Ros' orden 2013.

## Utmärkelser
- Folkens vänskapsorden,  1990[3]
- Kommendörstecknet av Finlands Lejons orden,  1992[3]
- Ryska vänskapsorden,  2010[3]
- Kommendörstecknet av Finlands Vita Ros’ orden,  2013[3]

[Redigera Wikidata]